# Shonas
Pour les articles homonymes, voir Shona.
Les Shonas sont un peuple d'Afrique australe, surtout présent au Zimbabwe, également dans le Sud du Mozambique et en Zambie.

## Ethnonymie
Selon les sources, on observe quelques variantes : Chishona, Chona, Mashona, Shonas, Vashona.

## Langue
Leur langue est le shona, une langue bantoue. Le nombre total de locuteurs était estimé à près de onze millions au début des années 2000, dont 10 700 000 au Zimbabwe.

## Population

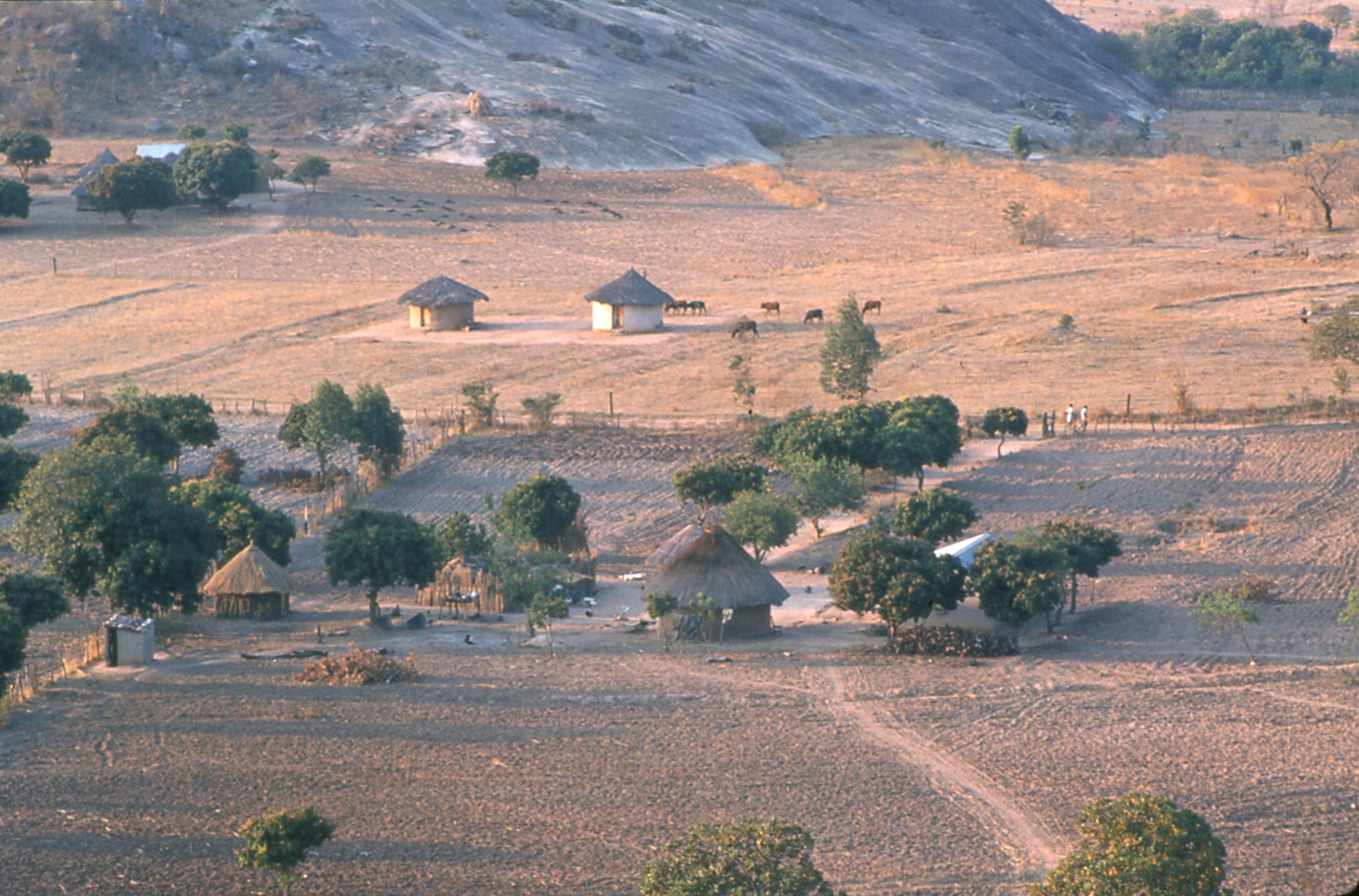
Fermes shona au Zimbabwe.

Les Shonas sont largement majoritaires au Zimbabwe où ils représentent 82 % de la population, selon une estimation de 2008, et constituent l'essentiel de la classe dirigeante.
Leur nombre total peut donc être estimé à 9 millions de personnes.

Ce sont avant tout des agriculteurs (maïs, millet, sorgho, riz, manioc…), mais ils élèvent aussi des vaches, des moutons et des poulets. La vente de poteries et de vanneries apporte quelques revenus complémentaires aux femmes. 

## Culture

### Architecture

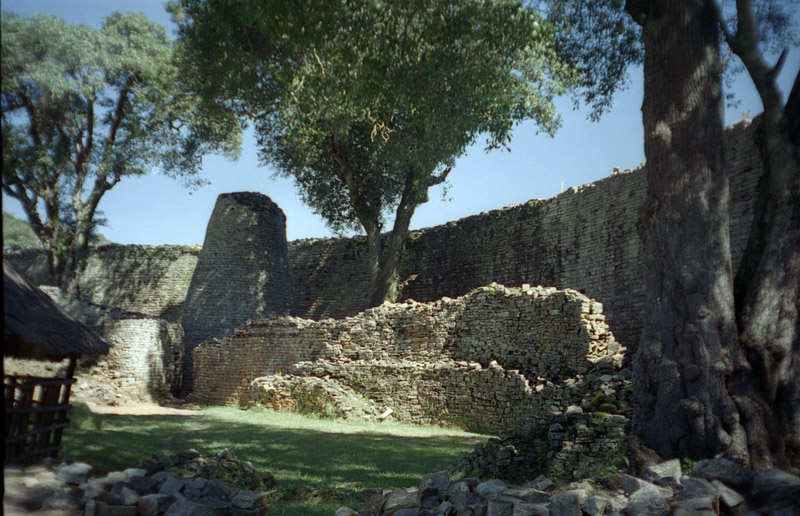
Dans l'enceinte du palais-forteresse.

Les Shonas parlent une langue bantoue, le shona (ou chiShona). C'est une expression de cette langue, dzimba dza mabwe (qui signifie « grandes demeures de pierres ») qui a donné son nom au pays, Zimbabwe. Un imposant palais-forteresse, entouré d'une enceinte constituée de moellons de granit, fut en effet au centre de la civilisation des Shonas, un peuple bâtisseur. Aujourd'hui en ruines, cet ensemble est inscrit sur la liste du patrimoine mondial de l'UNESCO depuis 1986.

### Sculpture

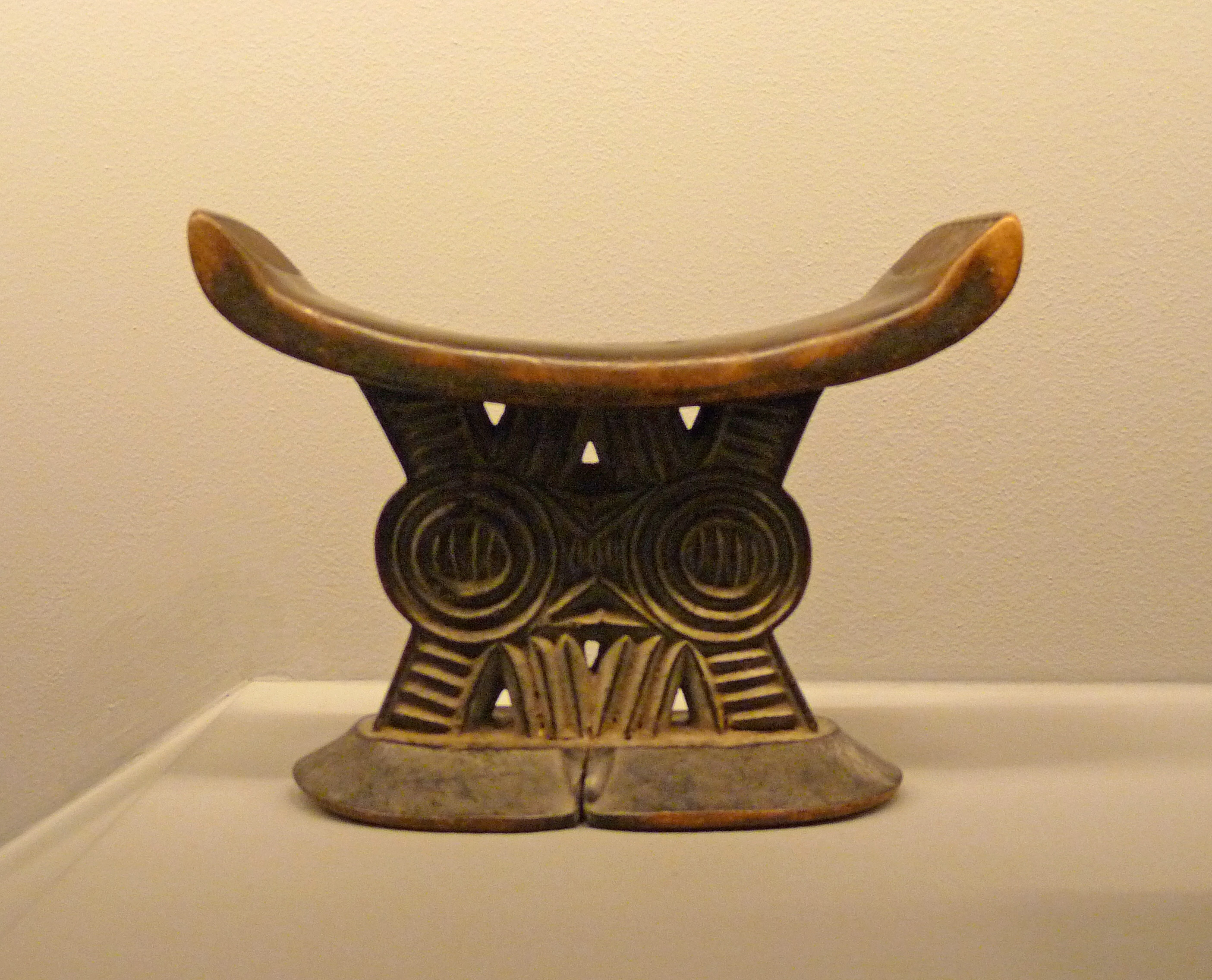
Appuie-tête à motifs circulaires.

Les Shonas n'ont pas produit de masques ou de sculptures figuratives, mais ils ont une longue tradition dans le travail du métal et du bois (tabatières, couteaux notamment). On connaît en particulier leurs appuis-têtes en bois décoré de motifs circulaires concentriques. On devrait plutôt parler d'appui-nuque, puisqu'il s'agit de protéger les coiffures en position allongée. Indépendamment de son aspect fonctionnel, cet accessoire, dont l'existence semble attestée depuis le XIIe siècle, permet aussi de communiquer avec les ancêtres pendant son sommeil, voire après sa mort, puisque les recherches archéologiques ont montré que des personnalités de haut rang étaient inhumées avec leur appui-tête.

### Musique et danse

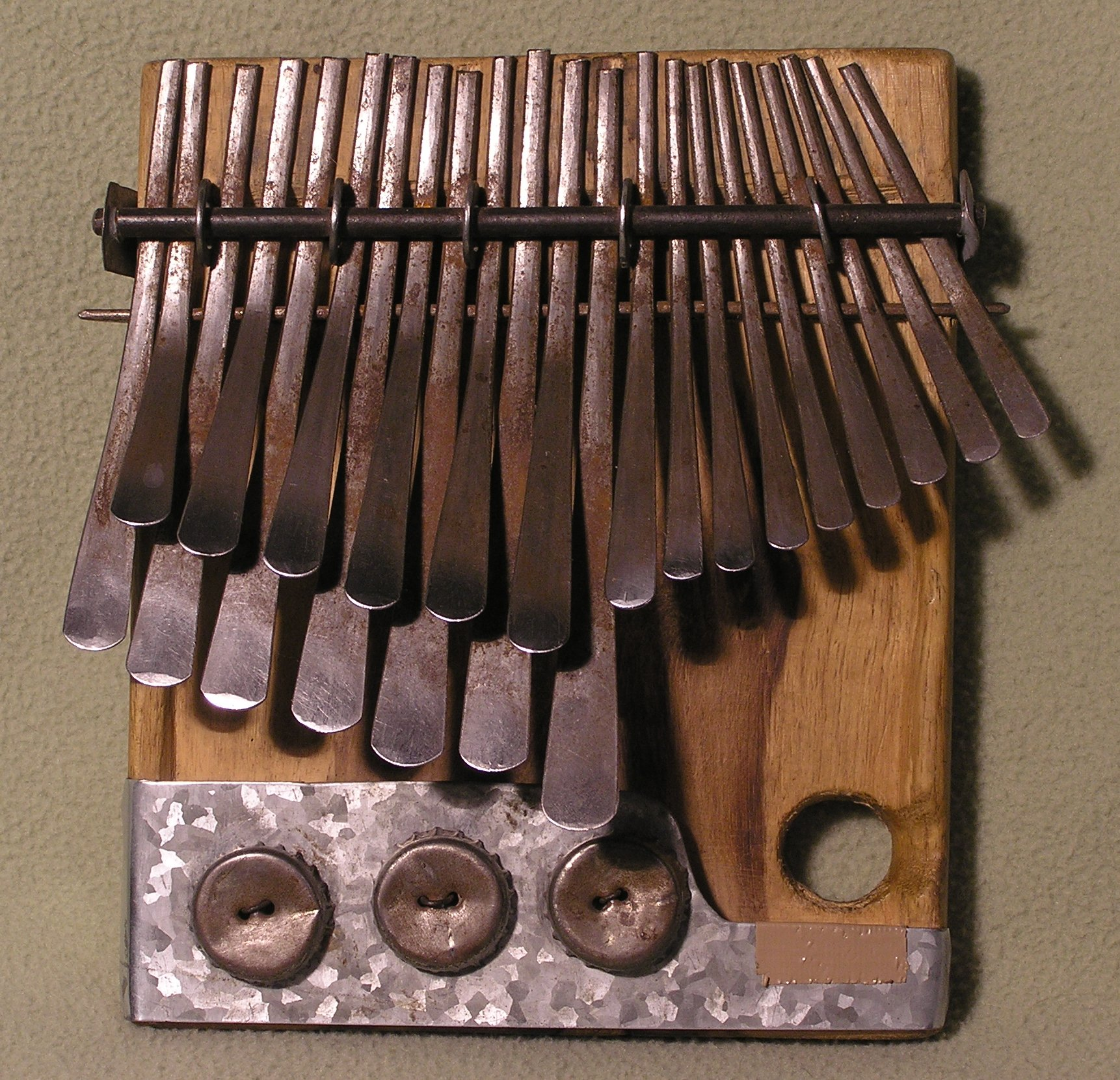
Une mbira dzavadzimu, instrument à lamelles.

La mbira est un instrument de musique lamellophone africain très ancien, typiquement shona, même si on le trouve aussi dans d'autres pays du continent.
En 2005 la danse populaire Mbende Jerusarema — pratiquée par les Zezuru Shona dans l’Est du Zimbabwe, en particulier dans les districts de Murewa et d’Uzumba-Maramba-Pfungwe — a été proclamée patrimoine culturel immatériel par l'UNESCO.

### Croyances
De nos jours, entre 60 % et 80 % des Shona sont chrétiens. En outre, les croyances traditionnelles sont très vivantes parmi eux. Les caractéristiques les plus importantes sont le culte des ancêtres (le terme est qualifié d'inapproprié par certains auteurs) et le totémisme.[réf. nécessaire]

#### Totems
Au Zimbabwe, les totems (mutupo) ont été utilisés par le peuple Shona depuis le développement initial de leur culture. Les totems identifient les différents clans parmi les Shona qui constituaient historiquement les dynasties de leur ancienne civilisation. Aujourd'hui, jusqu'à 25 totems différents peuvent être identifiés parmi les Shona, et des totems similaires existent parmi d'autres groupes sud-africains, tels que le Zulu, le Ndebele et le Herero. 
Les gens du même clan utilisent un ensemble commun de totems. Les totems représentent généralement des animaux et des parties du corps. 
Exemples de totems d'animaux: 
- Shiri / Hungwe (Aigle pêcheur)
- Mhofu / Mhofu Yemukono / Musiyamwa (Eland)
- Mbizi / Tembo (Zèbre)
- Shumba (Lion)
- Mbeva / Hwesa / Katerere (Souris)
- Soko (Singe)
- Nzou (Eléphant)
- Ngwena (crocodile)
- Dziva (Hippo).

Exemples de totems de parties du corps comprennent:
- Gumbo (jambe)
- Moyo (cœur)
- Bepe (poumon).

Ceux-ci ont ensuite été décomposés en noms liés au genre. Par exemple, le groupe Zebra pénétrerait dans Madhuve pour les femmes et Dhuve ou Mazvimbakupa pour les hommes. Les gens du même totem sont les descendants d'un ancêtre commun (le fondateur de ce totem) et n'ont donc pas le droit de se marier ou d'avoir une relation intime. Les totems traversent des groupements régionaux et constituent donc un mur pour le développement de l'ethnicisme parmi les groupes Shona.
Les chefs shona sont tenus de pouvoir réciter l'histoire de leur groupe totémique directement du fondateur initial avant qu'ils puissent être assermentés en tant que chefs.

#### Orphelins
Le système totémique pose un problème grave pour de nombreux orphelins, en particulier pour les bébés immergés. Les gens ont peur d'être punis par des fantômes, s'ils violent les règles liées au totem inconnu d'un enfant trouvé. Par conséquent, il est très difficile de trouver des parents adoptifs pour ces enfants. Et si les enfants trouvés ont grandi, ils ont des problèmes pour se marier.

#### Enterrements
L'identification par totem a des ramifications très importantes lors des cérémonies traditionnelles telles que la cérémonie d'enterrement. Une personne avec un totem différent ne peut pas commencer l'enterrement du défunt. Une personne du même totem, même venant d'une tribu différente, peut entamer l'enterrement du défunt. Par exemple, un Ndebele du totem Mpofu peut commencer l'enterrement d'un Shona du totem Mhofu et cela est parfaitement acceptable dans la tradition Shona. Mais un Shona d'un totem différent ne peut pas accomplir les fonctions rituelles requises pour entamer l'enterrement du défunt.
Si une personne initie l'enterrement d'une personne d'un totem différent, elle court le risque de payer une amende à la famille du défunt. De telles amendes ont traditionnellement été payées avec du bétail ou des chèvres, mais de nos jours des sommes substantielles peuvent être demandées. S'ils enterrent les membres de leur famille morts, ils doivent revenir à un moment donné pour nettoyer la pierre de l'enterrement. Si quelqu'un parie ses parents de quelque manière que ce soit, il souffrira après la mort de ses parents en raison de leurs esprits.